# Власюк Марія Юріївна
Марія (Марічка) Юріївна Власюк  (11 серпня 1994 , Бистричі, Рівненська область  — 25 травня 2022 , Белогорівка, Луганська область ) — українська військовичка, старша сержантка, фельдшерка евакуаційного відділення медичної роти 80 ОДШБр Збройних сил України, учасниця російсько-української війни, що відзначилася під час російського вторгнення в Україну в 2022 році.

## Життєпис
Марія Власюк народилася 11 серпня 1994 року в селі Бистричі Березнівського району на Рівненщині. 2012 року закінчила загальноосвітню школу у рідному місті. Двічі потрапляла у ДТП, тому вирішила рятувати людей. Вступила на навчання до Рівненського базового державного медичного коледжу на фельдшера лікувальної справи. Крім навчання, під час Революції гідності брала участь у різних мітингах, ходила на вишкіл в УНА-УНСО.
Закінчивши коледж, Марія Власюк працювала в міській лікарні Рівного рентген-лаборанткою на комп'ютерній томографії. Під час процедур спілкувалася з військовими-фронтовиками, що лікувались від ран, одержаних у війні на сході України. 2015 року вирішила піти на військову службу до 80-тої окремої десантно-штурмової бригади, як земляк-березнівчанин Андрій Усач.
|  | «Він бував у лікарні не один раз, – згадує Марія. – І я поцікавилася: «Де ти служиш?» Андрій відповів, що у 80-ій бригаді. Після нашої розмови вирішила для себе: я теж йду ТУДИ, бо більше не могла ні жити, ні працювати так, ніби в нашій країні все добре. Тож у вихідний на роботі, поїхала у 80-ту бригаду. Там мені розповіли, які є вільні вакансії, і відправили на співбесіду до начальника медичної служби. Співбесіду я пройшла. А далі пішла складати фізичну підготовку та тести. Склала все успішно», розповіла Марія Власюк про своє рішення. |

У 2017 році отримала військовий квиток та пішла працювати за контрактом у 80-ту бригаду. А вже в листопаді її відправили на курси молодого бійця (КМБ) в «Десну», де 2,5 місяця оволодівала військовою наукою. Після курсу призначена на посаду фельдшерки приймально-сортувального відділення. Далі — переведена на посаду фельдшерки евакуаційного відділення. Потім були військові курси у Литві. У жовтні 2018 році знайшлася вакансія медички на Донецький напрямок.
Перша ротація на сході тривала 7 місяців: Маріуполь, Бердянськ, Новоазовськ, Широкине. У парі з водієм забирала поранених на передовій та швидко везла у госпіталь. Після закінчення ротації перейшла до іншої бригади батальйону. Під час відпустки пройшла курс тактичної бойової медицини у тому ж навчальному центрі «Десна». Була на курсі «бойовий медик взводу», який тривав 3,5 місяця. Повернувшись у бригаду, викладала цивільну медицину.
2020 року знову повернулася в ООС на схід. Там зустріла повномасштабне російське вторгнення в Україну. Обіймала посаду фельдшерки евакуаційного відділення медичної роти. З 24 травня 2022 року перестала виходити на зв'язок, тоді рідні забили на сполох і почали шукати Власюк.
Загинула біля селища Білогорівка Сєвєродонецького району Луганської області, рятуючи життя захисників, у віці 27 років (за іншими даними — 28 років). Про загибель старшого сержанта Марії Власюк 27 травня 2022 року повідомила Березнівська міська рада.

## Нагороди і вшанування
- Орден «За мужність» III ступеня (2022) — за особисту мужність і самовіддані дії, виявлені у захисті державного суверенітету та територіальної цілісності України, вірність військовій присязі[12].

У лютому 2023 року родичі загиблої створили петицію із проханням присвоїти почесне звання Героя України посмертно.